# Üdvösség
Az üdvösség (latin salvatio, salus; görög szōtēria; héber יָשַׁע jāsā) vagy másképp: üdvözülés, megszabadulás, megmenekülés; 
mindegyik kifejezés ugyanarra az alapvető tapasztalatra utal: megmenekülni, üdvözülni annyit jelent, mint kimentve (kihúzva) lenni olyan veszélyből, ahol az ember élete forog kockán. A veszélynek megfelelően az üdvözítés aktusa védelem, megszabadítás, kiváltás formában jelenik meg, az üdvösség pedig ennek megfelelően győzelmet, életet jelent.
Az üdvösség alatt leggyakrabban az örök élet és örök boldogság állapotát értik, amelyre a hívő vagy spirituális törekvő vágyik. 
Minden vallás központi témája az ember üdvösségének kérdése.

## Kereszténység
Isten megszabadítja a megtérő embert a bűntől és a haláltól, és örök életet ajándékoz neki, amellyel a létezés új dimenzióit nyitja meg. A megváltó Istenről, illetve az üdvösségről szóló tanítás végigvonul a Biblián, a keresztény örömhírnek pedig alapját képezi.
Az üdvösség a kereszténységben a mennyország vagy új Föld elnyerése; a pokoltól való megmenekülés; az örök haláltól vagy örök büntetéstől való megszabadulás Krisztus megváltásának érdemei alapján. Innen származik Krisztus egyik neve, aki mint az üdvösség szerzője, Üdvözítőnek mondatik. Az Újszövetség hirdeti, hogy „nincs üdvösség senki másban. Mert nem adatott más név az ég alatt az embereknek, amelyben üdvözülhetnénk.”
Az üdvösség eszkatológikus jellegű; a Biblia alapján az élő hit és Isten kegyelme által, továbbá parancsolatainak megtartása és jócselekedetek által érhető el.
A keresztény misztika minden korban azt tanította, hogy Krisztusnak a hívőkben szellemileg kell megszületnie, ha el akarják nyerni az
üdvösséget. Az első lépés a hit, utána a keresztség, majd pedig a hívőnek föl kell vennie a keresztjét, vele együtt át kell élnie a lemondást, részt kell vállalnia az önmegtagadásban, hogy Pál apostollal együtt elmondhassa: „Élek pedig többé nem én, hanem Krisztus él énbennem”. Dom. Scupoli szerint a spirituális élet alapja bizalmatlanság önmagunkban és bizalom Istenben. Ez azért van, mert egyedül Isten van teljesen a természet felett és a természetfeletti kegyelem által adhat hatalmat az embernek ellenségeit legyőzni. Elragadott ádáz ellenségeimtől, gyűlölőimtől, akik erősebbek nálam. (Zsolt. 18:17)
Aquinói Szent Tamás szerint az üdvösség útján a három legnagyobb ellenség, Jézus három megkísértése nyomán: a világ, a test és az ördög (mundus, caro, et diabolus). Jellemzőik:
- Világ – kísértés, mely az emberen kívülről származik (természetes szinten) – hiúság (öntetszelgés), külsőségek, fényűzés;
- Test – kísértés, mely az emberen belülről származik (természetes szinten, az eredendő bűn következményeként) – testi vágyak (pl. evés, ivás, alvás túlzásba vitele), érzékiség;
- Ördög – kísértés, mely az emberen kívülről származik (természetfölötti szinten) – gazdagság, hírnév, hatalomvágy (ambitio).[12]

A világot adakozással (alamizsnálkodás), a testet böjtöléssel, az ördögöt imádsággal lehet legyőzni.
Az üdvösséget különböző metaforákkal, képekkel is kifejezi a Biblia, így például a meghatározásai: megmenekülés a kárhozattól (pokoltól), szabadulás Isten haragjától és az elítéltetéstől, a lélek megmentése a haláltól, kimenekülés a romlott nemzedékből (világból), átkerülni a halálból az életre, megdicsőülés, Isten mennyei országa, a szentek öröksége, keskeny út, szoros kapu.
A kereszténység kizáró beállítódású mindenfajta „tévelygéssel szemben, amely megfosztja Istent a tisztelettől és az embert az üdvösségtől”, és kifejezetten hamis nézetnek tartja azt, „hogy az ember bármelyik vallás tisztelete révén megtalálhatja az örök üdvösséghez vezető utat, és eljuthat oda.”  Számtalan felekezet kijelenti, hogy az övéké az egyedüli igaz és abszolút vallás, amelynek elfogadásától az ember örök üdvössége függ, ezért a különböző felekezetekben levők a más keresztény vallásúak között is evangelizációs tevékenységet fejtenek ki.

### Az üdvözültek száma

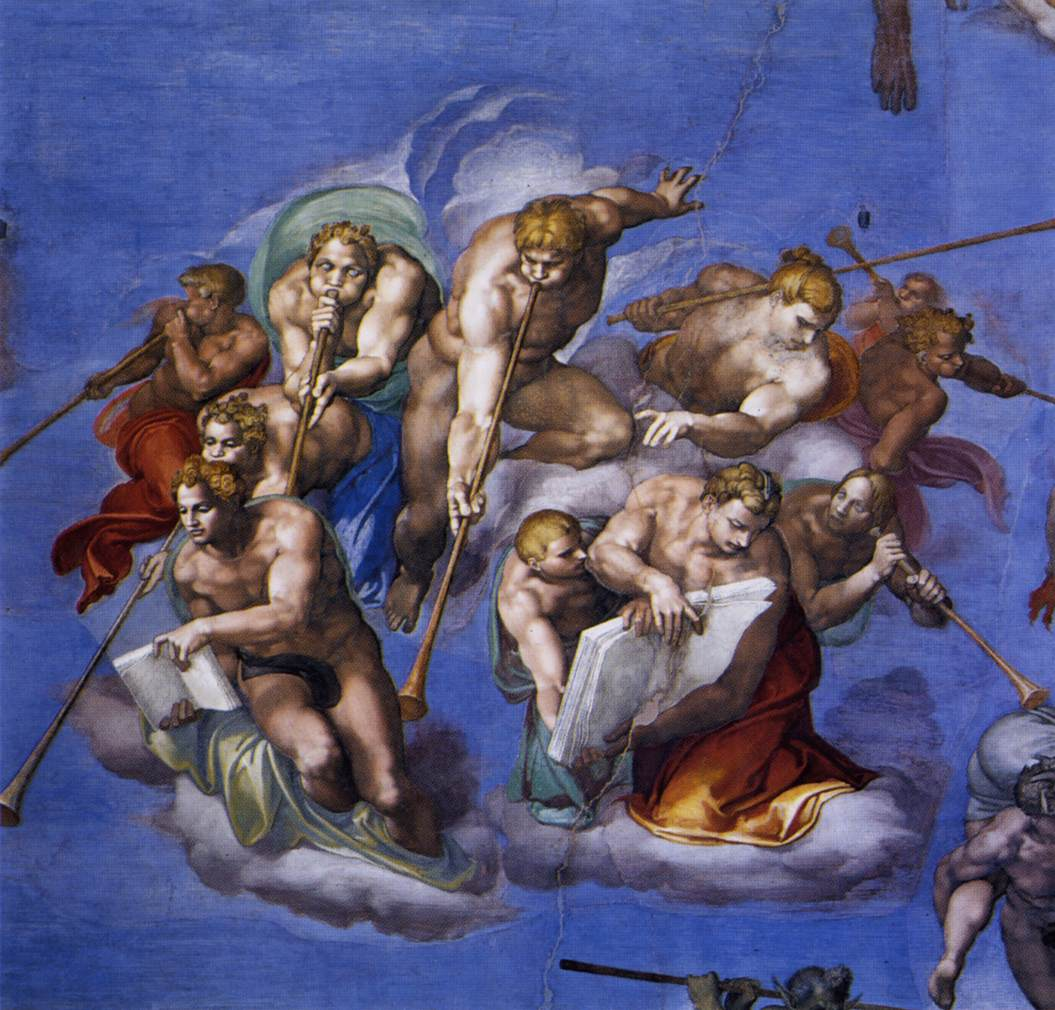
Michelangelo, Utolsó ítélet, részlet: az Élet könyve (baloldalt) kicsi és vékony, a kárhozottak könyve (jobboldalt) nagy és vastag.

A szentek, egyházatyák és egyháztanítók tanítása szerint kevesen jutnak az üdvösségre. Maga Jézus Krisztus beszélt erről: 
- "Sokan vannak a meghívottak, de kevesen a választottak”,[24] valamint: "Menjetek be a szoros kapun! Mert tágas az a kapu, és széles az az út, amely a kárhozatba visz, és sokan vannak, akik bemennek azon. Mert szoros az a kapu, és keskeny az az út, amely az életre visz, és kevesen vannak, akik megtalálják azt."[25]

A veszedelemből megmenekültek csekély száma mint előkép az Ószövetségben is jelen van. Az asszírok idején a 12 törzsből 10 végleg elveszett a zsidóságnak, szétszórattak, beolvadtak más népekbe. A babiloni fogságból is csak egy maradék tért haza. Többek közt Izajás próféta jövendöléseiben is erősen jelen van e motívum.
A Biblia alapján Noé idején nyolcan menekültek meg a vízözön elől, Szodomából és Gomorrából Ábrahám és Lót menekültek meg családjaikkal, a többi mind odaveszett. Az egyházatyák ezen ószövetségi leírások és Jézus szavai nyomán vallották és hirdették, hogy szűkös a számuk a végül üdvözülteknek.
Aquinói Szent Tamás, a skolasztika egyik atyja, filozófus, teológus és egyháztanító, főművében, a Summa Theologicában az üdvözültek kevés száma mellett foglal állást, azokhoz képest, akik elkárhoznak.
Az erről szóló katolikus hagyomány jó összefoglalóját adja Porto Maurizió-i Szent Lénárd (✝1751) ferences szerzetes, hitszónok és misszióspap, aki maga is ezt hirdetvén számos szentet, egyházatyát és egyháztanítót sorakoztat fel, keleti és nyugatit egyaránt, e tanítást vallót.
Megemlítendő, hogy van ezt kétellyel szemlélő álláspont is. Ludwig Ott a Katolikus dogma alapjai c. könyvében kifejti a Predesztináció tárgyalásánál, hogy "Isten univerzális üdvözítő vágyának, és Krisztus univerzális megváltó tettének fényében egyesek feltételezhetik, hogy Krisztus királysága nem kisebb, mint a Sátáné". Egy másik érv, hogy "mégiscsak az Isten nem teremtette volna meg ezt a világot, ill az emberiséget, hogyha az emberek többsége elkárhozna."
A szigorúbb értelmezést hirdetők ezzel szemben hivatkozhatnak a már említett Mt 7:13-14-re és többi szentírási idézetre, ill. az egyházatyák tanítására; valamint arra hogy Istent nem lehet emberi mércével megítélni, Szent Pál is szól erről (Róm 9:14-29).
Francis-Xavier Godts redemptorista szerző latin nyelven megjelent művében az üdvözültek arányáról való tanítást követi nyomon a történelemben, és ennek kapcsán kitér ama gondolat első megjelenésére, hogy a többség üdvözül. E tanítás kétszer is az Indexre került. E művek tiltása az Index utolsó, 1948-as kiadásában is megtalálható, mely továbbra is érvényes.
- Idézetek az üdvözültek számáról

## Iszlám
A paradicsomnak az eszméje, ahova az igaz hívők jutnak, az iszlámnak is része, de míg a keresztény vallások előterében a megváltás áll, a Jézus általi üdvösség, az iszlám vallásban az ember saját magát váltja meg azáltal, hogy megtartja Isten parancsait.
A Korán azt tanítja, hogy az üdvösség a hit, a jó cselekedetek és a tanítások követése által érhető el.
Az ember Isten (Allah) teremtményeként, Isten által biztosított ellátással él és tevékenykedik. Isten a prófétákon keresztül üzenetet küldött az embereknek arról, hogyan kell élniük ebben a világban, hogy elkerüljék Isten büntetését (a poklot) és elnyerhessék Isten jutalmát (a paradicsomot).
Így az üdvösség Isten elégedettségének elnyerése, azaz a Paradicsom a feltámadás után.
Az iszlám szerint ezt Isten kinyilatkoztatása (Korán) és Isten küldöttének (Mohamed Próféta) tanításának (Szunna) szerinti cselekvéssel lehet elérni. Ez lényegében az ember egész életét átfogó "vizsga", ami az ember e világi életének utolsó pillanatáig tart. Nincsen gyors megoldás, nincs "előre váltott jegy" a Paradicsomba. 
Ezért az iszlám a hitet és a tettet mindig együtt kezeli.
"Akik hisznek és jótetteket cselekednek..." fordulat sokszor olvasható a Koránban. Az iszlám vallásjog tudósai azt mondják, hogy a hit kimondott szó, amit a tetteknek kell igazolniuk. Továbbá ezeknek a tetteknek összhangban kell állnia az iszlám tanításaival, úgy, ahogy az Koránban és a Szunnában található. 
 lásd még: Végső Nap

## Hinduizmus
A hindu védánta mestereinek tanítása alapján minden vallás lényege és alapja azonos, csak külsőségekben különböznek egymástól. Nincs alapvető különbség köztük, és minden vallás a végső Igazságot testesíti meg és az örök üdvösséghez vezethet. De a tudás hiábavaló, ha nem változtatja meg az ember életét. Az igazán vallásos ember az önzetlenség, becsületesség, jóság, kedvesség, igazság,  lemondás, szolgálat és szeretet vallását gyakorolja. Ez az életforma az, ami elvezeti az önmegvalósításhoz, az Isten-megvalósításhoz, vagy üdvösséghez.
Az ortodox filozófiai iskolák azt a nézetet vallják, hogy az ember maga válthatja meg magát. A visnuita és sivaita irányzatok többsége úgy képzeli el a megváltást, hogy az megdicsőült egyéni továbbélés Isten jelenlétében az ő földöntúli, mennyei világában. A szánkhja, jóga, njája és vaisésika filozófiai iskolák az üdvözülést olyan egyéni létnek tekinti, amelyben a léleknek – mivel az érzékszervekkel megszűnik minden kapcsolata – nincs többé tudomása a világról, és nincs többé lehetősége a tevékenységre sem. Egyes panenteisták a megváltást az Istenbe való bejutásként határozzák meg, a teopantisták szerint a megváltás sem istenné válás (mivel a legfőbb igazság álláspontjáról nézve az isten és lélek ténylegesen nem válhatnak el, és nem is változhatnak át valamivé), hanem az abszolúttal alkotott egység helyreállítása, amely egység valójában kezdettől fogva létezett, az egyén előtt azonban – annak tudatlansága miatt – mindaddig rejtve maradt. A szanszára (lélekvándorlás) kereke nem szűnik meg forogni akkor sem, ha mégoly sok lélek nyeri is el az üdvösséget.

## Buddhizmus
Buddha nem üdvözítő, aki másokat kegyesen megvált azok közreműködése nélkül, hanem olyan vezető, aki csak megmutatja az üdvösséghez vezető ösvényt, de semmit sem tehet annak érdekében, hogy az útbaigazított valóban azon is járjon.  Ezért áll a Dhammapadában: Magatoknak kell erőlködnötök, a Tökéletesek csak utat mutatnak. Egy történet szerint Buddha maga vette fontolóra, vajon hirdesse-e az üdvözülés igazságát, mivel kora nemzedéke nem érett meg rá. Brahmá Szahampati isten azonban arra kérte, hogy legyen tekintettel azokra a lényekre, „akiknek szeme csak kevéssé elhomályosult”, és azt, amit felfedezett, ne tartsa meg önmagának. Buddha ezért úgy határozott, hogy „az örökkévalóság kapuit azok számára, akik hallani akarnak”, megnyitja.  Benáreszi prédikációiban kifejtette, hogy nem az érzéki élvezetek hajhászása, de nem is a túlzásba vitt önsanyargatás vezet az üdvösséghez, hanem a világról való mértéktartó lemondás középútja. Ennek előfeltétele azonban a szenvedésről, a szenvedés keletkezéséről, a szenvedés megszüntetéséről és a szenvedés megszüntetéséhez vezető útról való négy nemes igazság ismerete.  Szenvedéssel teli mindaz, ami az életvágytól függ, a szenvedés oka a vágy és a sóvárgás, a szenvedés megszüntetése a vágyaktól való megszabadulás segítségével történik, az erre szolgáló módszer a nemes nyolcas út: a helyes szemlélet, a helyes gondolkodás, a helyes beszéd, a helyes cselekvés, a helyes élet, a helyes törekvés, a helyes vizsgálódás, a helyes elmélyedés.
A klasszikus buddhizmus, miközben elvetette a teizmust és a panenteizmust, kizárólag a személytelen világtörvényről szóló tanítást ismerte el. Nem tételez fel a jelenségek mögött semmiféle örök, állandó, önmagától létező szubsztanciát (átman, brahman, lelkek, ősanyag stb.), hanem minden jelenséget egymástól funkcionális függésben levőnek, törvényszerűen keletkező és elmúló „lételem”-nek tekint. Következésképp a legfőbb üdvösség a dharmák kényszerű egymásra hatásától meghatározott, azok következményeként létrejövő új egyéni lét lehetőségének megszűnéséből áll, ez a nirvána, amely — mint minden elképzelhető létezés abszolút ellentéte — fogalmilag csak negatívumokkal határozható meg. 

## Fordítás
- Ez a szócikk részben vagy egészben  a   Salvation című angol Wikipédia-szócikk fordításán alapul.  Az eredeti cikk szerkesztőit annak laptörténete sorolja fel. Ez a jelzés csupán a megfogalmazás eredetét és a szerzői jogokat jelzi, nem szolgál a cikkben szereplő információk forrásmegjelöléseként.